# Ferocactus alamosanus
Ferocactus alamosanus är en kaktusväxtart som först beskrevs av Nathaniel Lord Britton och Joseph Nelson Rose, och fick sitt nu gällande namn av Nathaniel Lord Britton och Joseph Nelson Rose. Ferocactus alamosanus ingår i släktet Ferocactus och familjen kaktusväxter.

## Underarter
Arten delas in i följande underarter:
- F. a. alamosanus
- F. a. reppenhagenii

## Bildgalleri

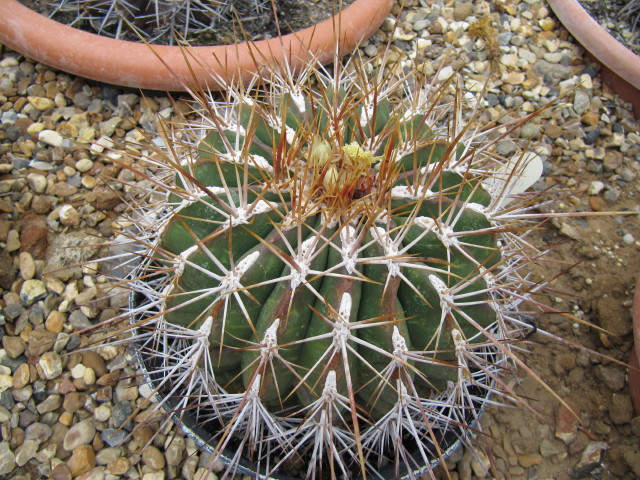
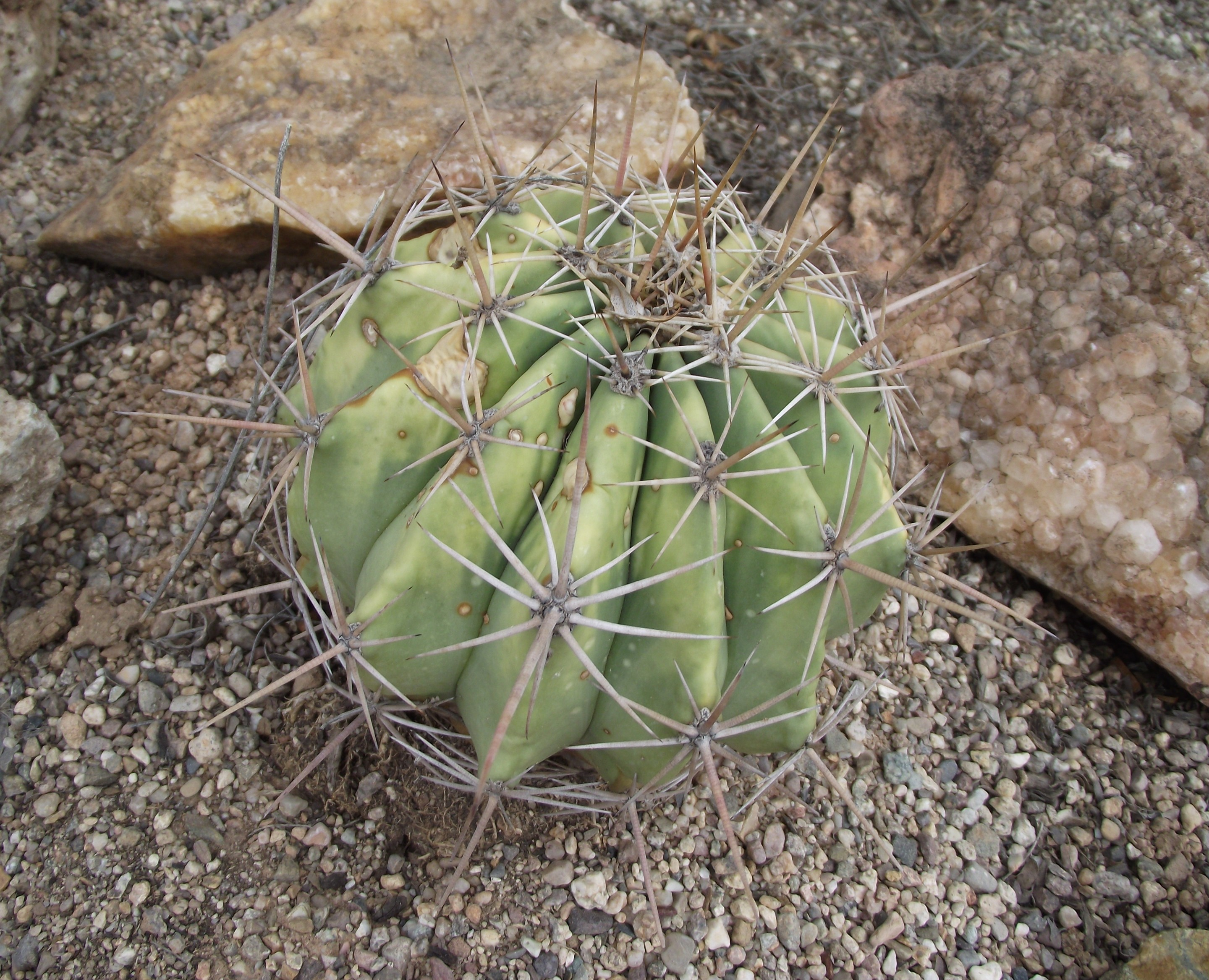
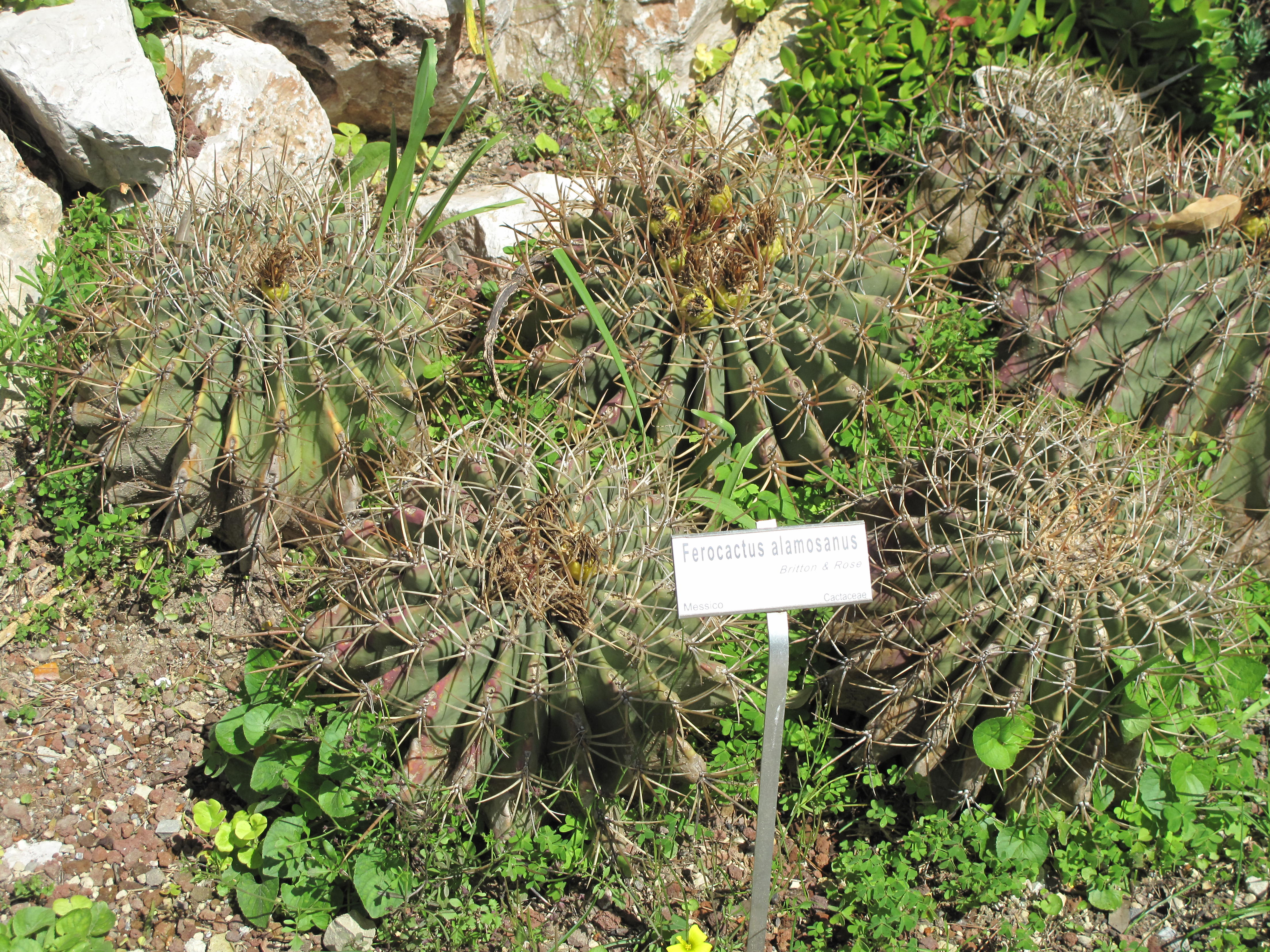
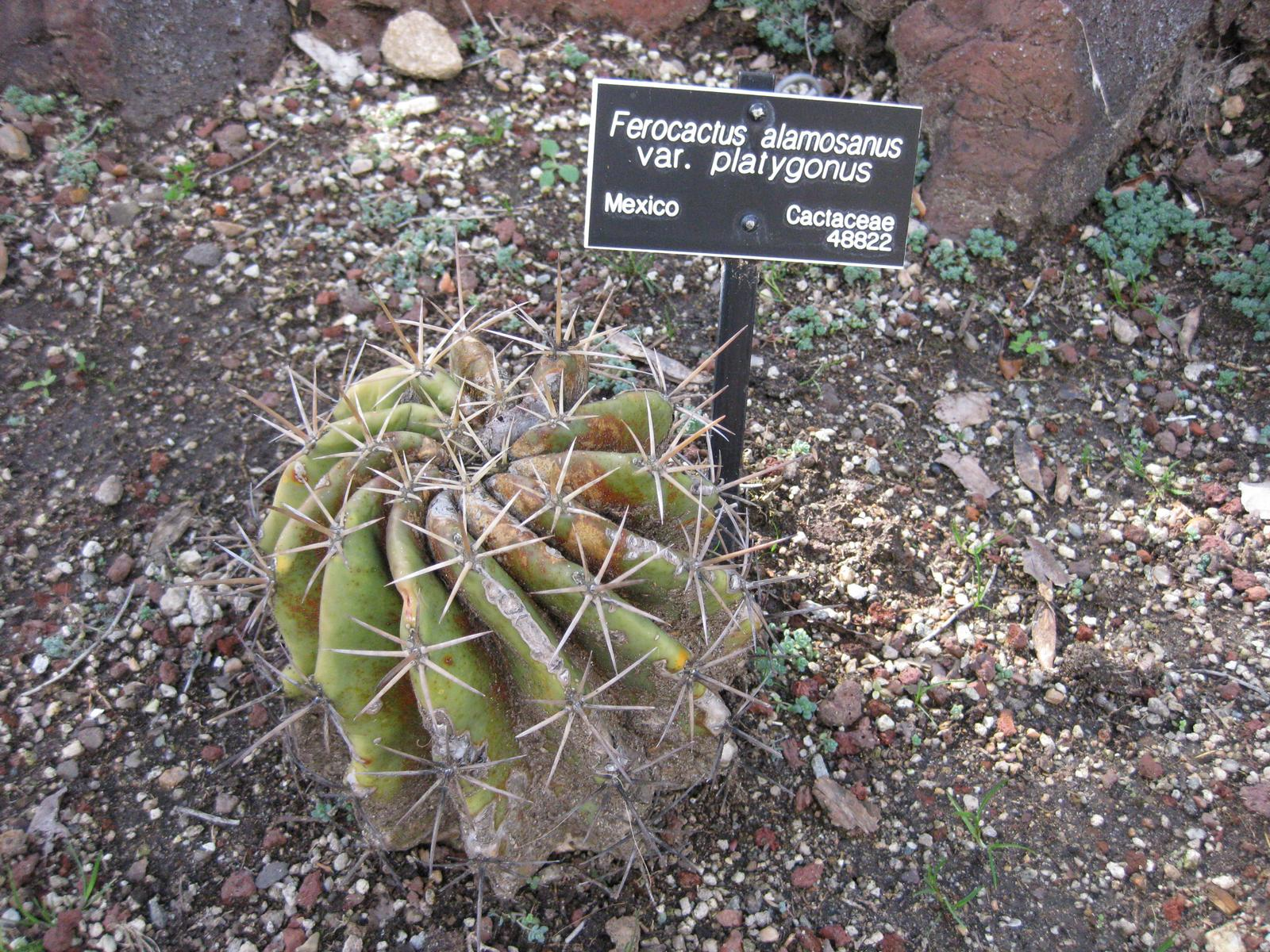